# Estera Golde-Stróżecka
Estera Golde-Strożecka, ps. Doktorka, Etka, Irena, Miłaszewska, Pedagog (ur. 20 lipca albo 1 sierpnia 1872 w Płocku, zm. 2 września 1938 w Paryżu) – polska i francuska działaczka polityczna i socjalistyczna, oraz lekarka i komunistka, uczestniczka wojny domowej w Hiszpanii.

## Życiorys
Urodziła się w zamożnej rodzinie kupieckiej jako Estera Gołda, córka Beniamina i Liby Ruchli z domu Goldsztejn. Miała siostrę – Cecylię i brata Juliusza. Mieszkała w Płocku przy ul. Więziennej nr 254c. Zdała maturę w 1888 i wyjechała do Genewy, a następnie do Paryża. Na początku lat dziewięćdziesiątych przyjeżdżała do kraju, gdzie w kółkach socjalistycznych prawdopodobnie poznała swojego przyszłego męża Jana Strożeckiego. Od 1893 należała do utworzonej w Paryżu polskiej organizacji socjalistów, w której działali także Cezaryna Wojnarowska, Kazimierz Kelles-Krauz  i Stanisław Grabski. W tym samym roku za agitację socjalistyczną w Królestwie Kongresowym została aresztowana i uwięziona w X Pawilonie Cytadeli Warszawskiej. Po zwolnieniu z aresztu za kaucją 5.000 rubli wróciła do Paryża, gdzie z Kelles-Krauzem założyła paryską sekcję Związku Zagranicznego Socjalistów Polskich. 
Członkini Polskiej Partii Socjalistycznej od 1893, w latach 1897–1898 w kierownictwie jej warszawskiego koła. W 1897 udała się do Moskwy, by spotkać się z więzionym tam Strożeckim. Już w następnym roku sama została zesłana na wschód Rosji, do Orłowa, skąd zbiegła w 1900. Po powrocie, nie mogąc pozostać na terytorium Królestwa Kongresowego, zaangażowała się w działalność PPS w zaborze pruskim. W celu uzyskania obywatelstwa pruskiego zawarła związek małżeński z działaczem tej partii Emilem Casparim. 
W latach 1905–1906 była członkiem Centralnego Komitetu Robotniczego PPS, przedstawicielką odłamu tzw. „młodych”; po rozłamie w partii pozostała więc w PPS-Lewicy. W 1906 wyjechała do Genewy, gdzie wzięła ślub z Janem Strożeckim. Razem zamieszkali w Paryżu, prowadziła tam gabinet lekarski. Z mężem działała w paryskim klubie PPS-Lewicy. Była przeciwniczką usuwania z programu tej partii postulatu niepodległości Polski. W sierpniu 1918 jej mąż zginął tragicznie, ratując tonącego w rzece.  
Powróciła do Warszawy w 1919 i wstąpiła do Komunistycznej Partii Robotniczej Polski, tam rozpoczęła działalność w Wydziale Kultury i Oświaty. Od 1921 działała w Stowarzyszeniu Wolnomyślicieli Polskich, gdzie od 1926 do zawieszenia działalności SWP była wiceprzewodniczącą zarządu. Wraz z Januszem Korczakiem organizowała domy dziecka. Dwukrotnie wybrano ją do zarządu warszawskiej Kasy Chorych. W latach 1924-1928 była członkiem Wydziału Kobiecego KPP. W 1927 była delegatem na IV Zjazd partii. Z obawy przed aresztowaniem w 1928 wyemigrowała do Francji. Była członkiem Francuskiej Partii Komunistycznej, działała także w Międzynarodowej Organizacji Pomocy Rewolucjonistom. Od 1934 przebywała w Związku Radzieckim, gdzie pracowała w Komitecie Centralnym MOPR. W 1936 wróciła do Francji i objęła stanowisko redaktora „Dziennika Ludowego” wychodzącego w latach 1936 – 1938. Uczestniczyła w poufnej paryskiej konferencji KPP w 1937. Zmarła na dławicę piersiową w 1938.  
Miała córkę i syna. Córka, Irène Strozecka-Cornu (1907 – 2001) była działaczką Francuskiej Partii Komunistycznej, drugą żoną francuskiego syndykalisty, działacza związkowego i urbanisty Marcela Cornu (1909 – 2001). Od listopada 1936 wraz z córką Estera Strożecka uczestniczyła w hiszpańskiej wojnie domowej. Obie, posiadając wykształcenie medyczne, niosły pomoc dla rannych żołnierzy Brygad Międzynarodowych. Irène w ciągu trzech tygodni utworzyła w Murcji Szpital Pasionaria na 200 łóżek. Estera Strożecka zarządzała tą placówką oraz innymi szpitalami.  
Syn, Jean Thaddée Strozecki (1911 – 1969), był działaczem komunistycznym w Grenoble.  
Estera Golde-Strożecka spoczywa na Cmentarzu Pére-Lachaise wraz z mężem i synem.

## Upamiętnienie
Od 24 listopada 1961 do 15 lutego 1994 była patronką ulicy w Warszawie na terenie dzielnicy Wola. Obecnie patronem tej ulicy jest ks. Jan Sitnik.